# Ivan Mirković (slikar i kipar)
Ivan Mirković (Pag, 17. listopada 1893. –  Split, 4. siječnja 1988.) bio je hrvatski slikar, kipar i učitelj.
Ivan Mirković potječe iz ugledne hrvatske plemićke obitelji Mirković s otoka Paga. Svoje prve slikarske lekcije primio je od Emanuela Vidovića, nakon čega je nastavio školovanje na likovnoj akademiji u Pragu gdje je i diplomirao i družio se s Ivom Režekom. Pored Vidovića, Mirković je također stjecao znanje od istaknutih umjetnika Bukovca i Meštrovića.
Mirković je stekao priznanje u slikarstvu zahvaljujući svojim radovima na sakralne teme i toplim, intimističkim prikazima dalmatinskih pejzaža, te prizorima iz svakodnevnog života stanovnika priobalnog područja (poput ribara i kartaša). Osim slikanja, bavio se izradom brojnih karakternih karikatura i psiholoških skulptorskih portreta, među kojima se ističu portreti poznatih umjetnika i javnih osoba poput Emanuela Vidovića, Ivana Meštrovića, Grge Novaka i Branislava Deškovića. Bista Ivana Meštrovića postavljena je u Drnišu, u parku ispred zgrade gradske uprave. U rodnom Pagu postavljene su dvije njegove skulpture – Juraj Dalmatinac i Bartol Kašić. Nakon završetka Drugog svjetskog rata, Mirković je, slijedeći narudžbe tadašnje vlasti, pretežno usvojio socrealizam, a najpoznatije djelo iz tog perioda njegovog stvaralaštva je spomenik osloboditeljima Skoplja koji se nalazi pred zgradom Vlade Republike Sjeverne Makedonije.